# Lycostommyia atrifrons
Lycostommyia atrifrons là một loài ruồi trong họ Asilidae. Lycostommyia atrifrons được Londt miêu tả năm 1992. Loài này phân bố ở vùng nhiệt đới châu Phi.